# Fallencourt

Fallencourt este o comună în departamentul Seine-Maritime, Franța. În 1 ianuarie 2022 avea o populație de 180 de locuitori.